# Улица Максима Железняка (Киев)
Улица Макси́ма Железняка́ расположена в Святошинском районе города Киева, жилой массив Академгородок. Пролегает от бульвара Академика Вернадского до улицы Василия Степанченко (фактически до тупика).
Протяжённость улицы 0,6 км.
Возникла в 1950-е годы как проезд без названия. Современное название дано в 1957 году в честь одного из руководителей Колеевщины Максима Железняка.

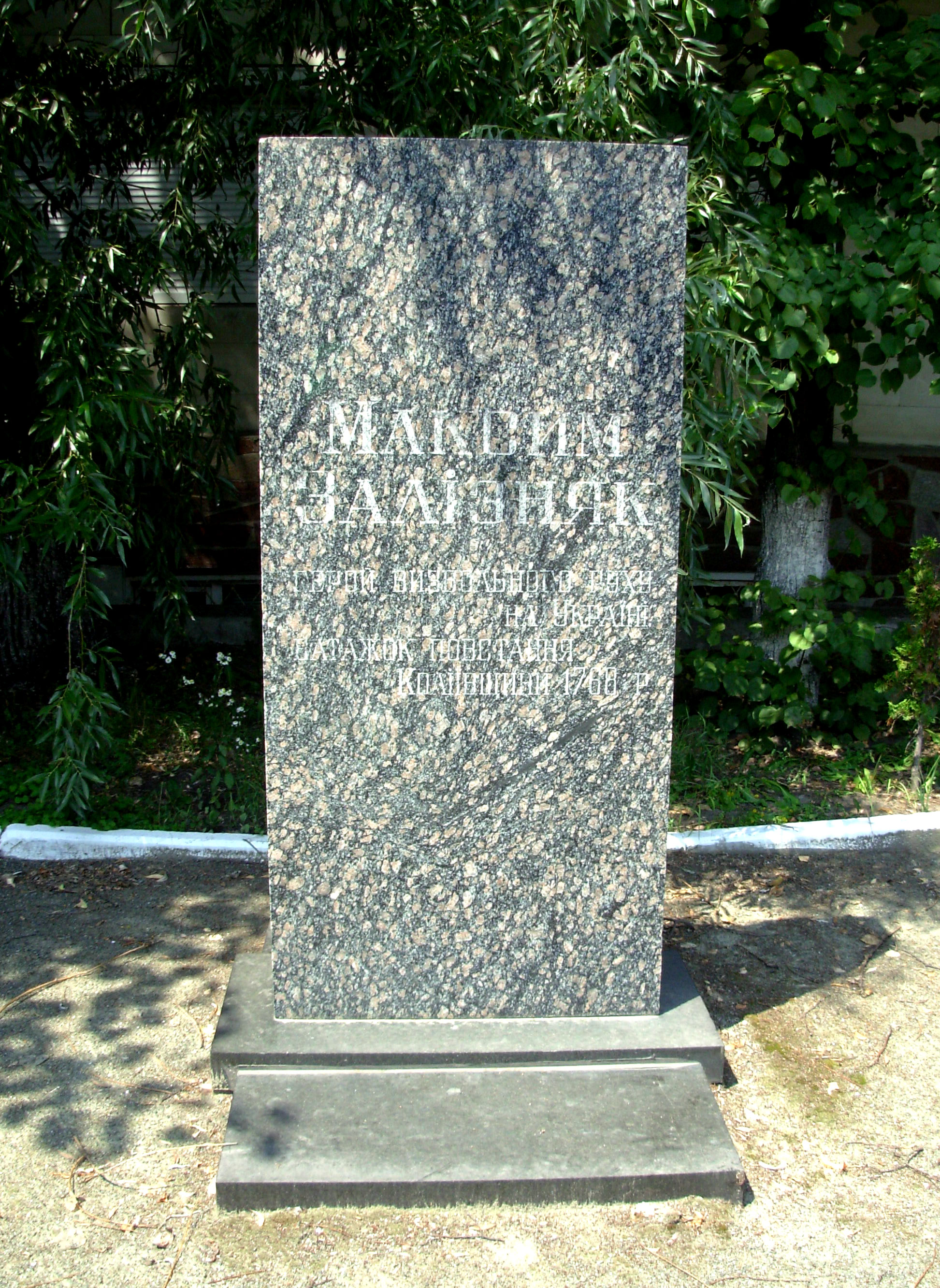
Памятный знак Максиму Железняку

## Транспорт
- Ближайшие станции метро — Святошин, Академгородок
- Автобус 97 (по бульвару Академика Вернадского)
- Маршрутки 202, 497, 510 (по бульвару Академика Вернадского)
- Железнодорожная станция Святошино

## Почтовые индексы
03142, 03680

## Географические координаты
координаты начала — 50°27′53″ с. ш. 30°22′08″ в. д.
координаты конца — 50°28′09″ с. ш. 30°22′26″ в. д.